# 許戈輝
许戈辉（英語：Olivia Xu，1968年11月30日—），女，北京人，凤凰卫视主持人。

## 生平
1968年11月30日出生于北京，小学二年级考入北京外国语大学附小，然后进入北京外国语大学附中，最后保送北京外国语大学（时名北京外国语学院）英语系。1991年5月参加中央电视台青年业余主持人大赛获第一名，从此涉足电视领域。1991年到1995年间，在电视圈的制高点中央电视台，主持过多种类型的固定栏目以及大型专题节目和晚会，包括《十二演播室》《正大综艺》《东西南北中》和春节联欢晚会、国庆晚会等等。1994年被评为全国最受欢迎十佳主持人之一。 1996年，离开央视加盟香港凤凰卫视，主持娱乐资讯节目《相聚凤凰台》，2000年开始主持访谈节目《名人面对面》至今。
2005年1月28日，许戈辉与丁健结婚。

## 固定栏目
- 反映青少年生活、思想及心态的《十二演播室》；
- 儿童英语教学节目《玛泽的故事》；
- 风光旅游节目《正大综艺》外景部分；
- 反映国内不同地域风土民情的综艺节目《东西南北中》。
- 大型专题晚会包括：
- 中央电视台春节晚会；
- 中央电视台台庆三十五周年晚会；
- 中国音乐电视颁奖晚会；
- 中华人民共和国国庆四十五周年联欢晚会；
- 新年音乐会；
- 中国国际民间艺术节开幕式晚会；
- 中国国际合唱节开幕式晚会；
- 联合国环境保护日主题活动；
- 京港台赈灾大义演；
- 教师节晚会；
- 中秋节晚会。
- 除此之外还参与与主持凤凰卫视的其他重要专题节目，包括：
- 中国人民解放军驻港部队大纪实；
- 走进西藏系列；
- 1996年香港各界庆祝国庆直播晚会；
- 1997年7月《香港回归世纪报道—60小时播不停》；
- 柯受良飞跃黄河现场直播；
- 内蒙古自治区成立五十周年大庆；
- 长江三峡截流记实；
- 戴安娜王妃葬礼现场直播；
- 香港电影金像奖颁奖典礼现场直播。
- 现主持节目:《名人面对面》、《凤凰大视野》、《与梦想同行》、《公益中国》

## 所获荣誉
- 1994年被评为全国最受欢迎十佳主持人之一。
- 1995年被评为华语电视界金奖十佳电视节目主持人。
- 1996年3月加盟凤凰卫视，主持凤凰卫视中文台备受观众欢迎的娱乐资讯节目《相聚凤凰台》。
- 2003年9月21日，與胡一虎共同主持第53屆世界小姐中國總決賽。
- 2003年12月，與胡一虎共同主持第53屆世界小姐總決賽。
- 2005年6月，上榜“2005年度中国最具价值主持人”。
- 2008年2月，获“观众最喜爱电视主持人”奖。
- 2009年3月，获得2008年度（第二届）华鼎“中国新闻节目最佳表现女主持人”奖。